# Феодора Ангелина (герцогиня Австрии)
Феодора Ангелина (греч. Θεοδώρα Αγγελίνα; ум. 22/23 июня 1246) — византийская принцесса, жена герцога Австрии Леопольда VI.

## Биография
Считается, что Феодора родилась примерно в 1180/5 годах, однако имена её родителей неизвестны. Одна из её бабушек была дочерью византийского императора. Таким образом, Феодора, возможно, была дочерью Иоанна Дуки или дочерью одной из других дочерей Андроника.
В 1203 году Феодора Ангелина вышла замуж за Леопольда VI, герцога Австрии (1176—1230). Их детьми были:
1. Леопольд (1208—1216)
2. Генрих (1208—1228), женат (1225) на Агнессе, дочери Германа I, ландграфа Тюрингии
3. Фридрих II (1210—1246), герцог Австрии и Штирии (c 1230 г.)
4. Маргарита (ум. 1267), замужем (1225) за Генрихом VII, королём Германии, вторым браком (1252) за Пржемыслом Оттокаром II, королём Чехии
5. Агнесса (1206—1226), замужем (1222) за Альбрехтом I, герцогом Саксонии
6. Констанция (1212—1243), замужем (1234) за Генрихом III Веттином, маркграфом Мейссенским
7. Гертруда (ум. 1241), замужем (1238) за Генрихом Распе, ландграфом Тюрингии

В 1230 году овдовела и ушла в монастырь. Умерла монахиней в 1246 году.